# جون كانتون
جون كانتون (بالإنجليزية: John Canton)‏ (31 يوليو 1718 - 22 مارس 1772) كان فيزيائي إنجليزي.

## روابط خارجية
- جون كانتون على موقع الموسوعة البريطانية (الإنجليزية)